# Gran Hotel Peninsular
El Gran Hotel Peninsular, conegut també com a Hotel Pompidor pel nom del seu antic propietari, és un edifici del centre de Terrassa (Vallès Occidental), situat al carrer de Sant Pere, protegit com a bé cultural d'interès local.

## Descripció

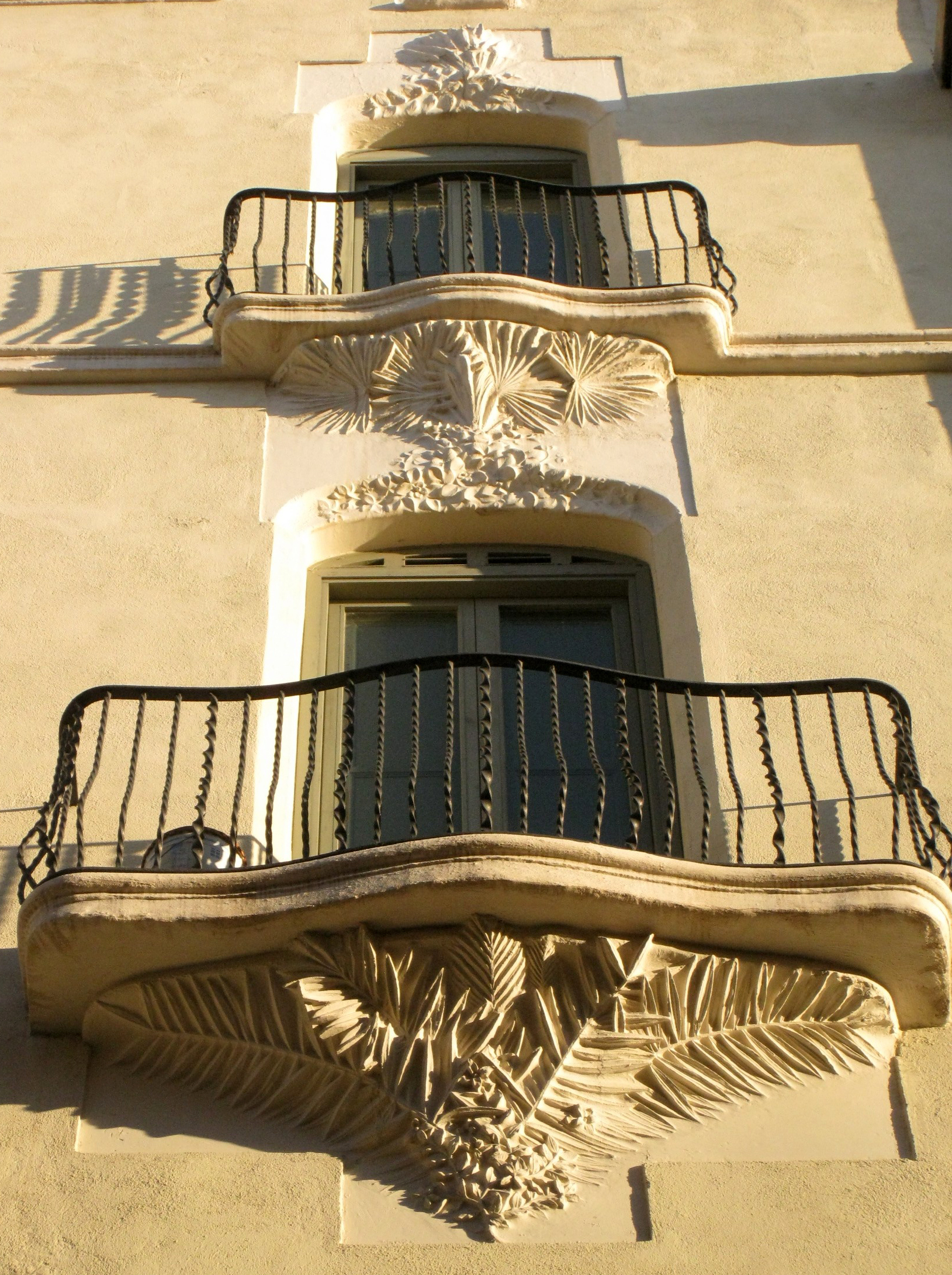
Detall dels balcons

És un edifici entre mitgeres, de planta baixa i tres pisos. La façana és de composició molt plana, simètrica i amb dues obertures per planta. La planta baixa presenta doble portal, el primer pis té una doble balconada de ferro sostinguda per mènsules i cantells arrodonits, i als pisos superiors hi ha balcons individuals de formes ondulades i també de ferro.
El coronament de l'edifici es realitza amb cornisa i gablets dentats que reforcen la composició vertical de les obertures. El tractament de la façana és amb estuc i ornaments de motius florals a les llindes i sota els balcons. La línia d'imposta és a nivell dels balcons de l'últim pis, amb un intent d'integració amb les edificacions veïnes.

## Història
Els germans Carles i Miquel Pompidor, empresaris de la restauració de Prats de Molló, regentaven la Fonda Peninsular al Raval de Montserrat. Com que es deia que volien traslladar el negoci a Barcelona, el 1887 l'industrial Pasqual Sala es va reunir amb Miquel Pompidor per convèncer-lo d'ampliar el negoci de Terrassa, ja que la ciutat disposava d'un bon nombre de fàbriques i tallers que feien que hi vinguessin molts viatgers de pas.

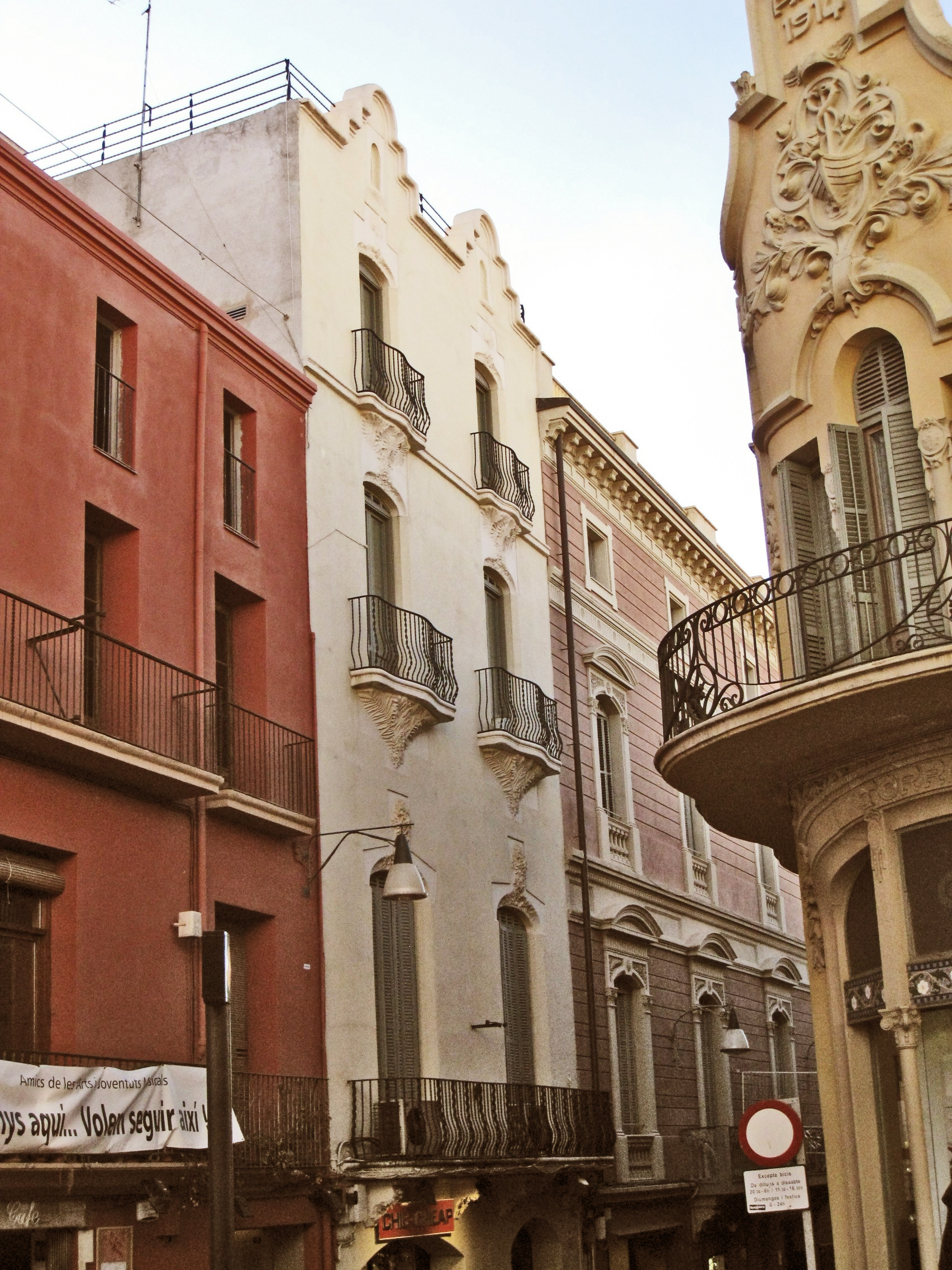
Vista del capdamunt del carrer de Sant Pere, amb el Gran Hotel Peninsular i el Círcol Egarenc a l'esquerra, i Cal Sastre d'Olesa a la dreta

Pasqual Sala va oferir a Pompidor un solar que tenia al capdamunt del carrer de Sant Pere, fent cantonada amb el carrer del Teatre, al costat mateix d'on estava acabant-hi de construir el nou Casino dels Artesans o Círcol Egarenc, amb la possibilitat de fer grans banquets per a mig miler de persones al Saló dels Miralls del casino veí. Miquel Pompidor va inaugurar-hi aquell mateix any el Gran Hotel Peninsular, amb tot luxe de comoditats i serveis i un restaurant d'anomenada dut pel mateix Miquel com a xef.
L'any 1903, Pompidor va encarregar a l'arquitecte més prestigiós de la ciutat, Lluís Muncunill, la construcció d'un edifici modernista per a l'hotel, amb la sala principal coronada per una gran claraboia octagonal. Als baixos de l'hotel s'hi va instal·lar un American Bar. Els germans Pompidor també van regentar, entre d'altres, la Maison Dorée de Barcelona, a la plaça de Catalunya (1897); el Palace Hotel de València; el Gran Hotel Marcet del monestir de Sant Benet de Montserrat; o l'Hotel Gori d'Olesa de Montserrat, seu de l'actual Ajuntament.
El Gran Hotel Peninsular va funcionar fins al 1922. El 1934, una part del que havia estat l’Hotel Peninsular i els baixos del Círcol Egarenc es van obrir com a Hotel Victòria, que va tenir molta anomenada i va estar en servei fins al final de la dècada de 1950. Als baixos hi havia el club privat Red Room.
L'edifici és ocupat actualment per les dependències dels Amics de les Arts i Joventuts Musicals.